# Андерс (лунный кратер)
Кратер Андерс (лат. Anders) — небольшой ударный кратер на обратной стороне Луны в южном полушарии. Название присвоено в честь американского астронавта, члена экипажа космического корабля «Аполлон-8», Уильяма Элисона Андерса (1933-2024) и утверждено Международным астрономическим союзом в 1970 г.

## Описание кратера
Кратер находится внутри гигантского кратера Аполлон, почти все внутренние кратеры которого названы в честь людей, связанных с NASA. В западном секторе от кратера находятся кратеры Борман, Д. Браун, Л. Кларк, Маккул, М. Андерсон, Рамон, Чавла, Хасбанд; на севере — кратер Ловелл; на юго-востоке — кратер Ливитт. Селенографические координаты центра кратера — 41°19′ ю. ш. 143°18′ з. д. / 41,31° ю. ш. 143,3° з. д., диаметр — 41,3 км, глубина — 2,2 км.
Кратер сильно разрушен, к юго-восточной части вала примыкает саттеллитный кратер Андерс G, слегка перекрывая его. Северо-восточный сектор вала нарушен несколькими небольшими кратерами, северную часть вала прорезает короткая долина. Высота вала над окружающей местностью составляет 1030 м, объём кратера приблизительно 1200 км³ Дно чаши кратера сравнительно ровное, без приметных структур.

## Сателлитные кратеры
| Андерс | Координаты                                              | Диаметр, км |
| ------ | ------------------------------------------------------- | ----------- |
| D      | 40°16′ ю. ш. 140°52′ з. д. / 40,26° ю. ш. 140,86° з. д. | 23,8        |
| G      | 41°49′ ю. ш. 142°11′ з. д. / 41,81° ю. ш. 142,18° з. д. | 20,5        |
| X      | 39°44′ ю. ш. 144°15′ з. д. / 39,73° ю. ш. 144,25° з. д. | 21,5        |